# إيجل هيلز
إيجل هيلز هي شركة استثمار وتطوير عقاري خاصة مقرها أبو ظبي، الإمارات العربية المتحدة. يرأس الشركة محمد العبار، مؤسس ورئيس مجلس إدارة شركة إعمار العقارية.

## التاريخ
تأسست إيجل هيلز في عام 2014.
في أبريل 2016، كشفت إيجل هيلز النقاب عن منتجع وسبا العنوان الفجيرة. في عام 2016، دخلت إيجل هيلز في شراكة مع المطور المحلي ديار المحرق لتشكيل إيجل هيلز ديار. كجزء من مشروع مراسي البحرين، أطلقت إيجل هيلز ديار مراسي شورز رزيدنسز في يناير 2016، ومراسي جاليريا في مايو 2016، ومراسي بوليفارد في يناير 2017، وشاطئ مراسي في مارس 2017. في أبريل 2017، أعلنت إيجل هيلز عن إطلاق مشروع تطوير جديد متعدد الاستخدامات في مدينة الفجيرة يسمى شاطئ الفجيرة.
في يناير 2018، كشف صاحب السمو الشيخ الدكتور سلطان بن محمد القاسمي، عضو المجلس الأعلى حاكم الشارقة، عن ثلاثة مشاريع جديدة في الشارقة  - جزيرة مريم وواجهة كلباء البحرية وقصر الخان. تبلغ قيمة المشاريع مجتمعة 2.7 مليار درهم من خلال شراكة إستراتيجية بين إيجل هيلز وهيئة الشارقة للاستثمار والتطوير (شروق). في نوفمبر 2018، أطلقت إيجل هيلز لاجار، وهو مجتمع جديد (4000 مسكن في مساحة تزيد عن 360 ألف متر مربع) يقع في قلب أديس أبابا، في موقع محطة قطار لاجار («المحطة» باللغة الفرنسية).
في مارس 2019، تم إختيار شركة إيجل هيلز العقارية في القائمة المختصرة لقيادة مشروع مدينة داخل المدينة في زغرب، كرواتيا،  وأكملت الشركة المرحلة الأولى من المباني السكنية داخل جزيرة مريم مع إطلاق مبيعات الوحدات السكنية في إنديجو بيتش إقامة.

## شركة
تطور إيجل هيلز العقارية مجتمعات كبيرة النطاق ومنشآت متعددة الاستخدامات في جميع أنحاء أوروبا والشرق الأوسط وشمال إفريقيا عبر دول مثل البحرين والأردن والمغرب وصربيا والإمارات العربية المتحدة.

## المشاريع

### الأردن
- في مارس 2016، أطلقت شركة إيجل هيلز الأردن مبيعات في سرايا العقبة، وهو مشروع سكني يضم 850 وحدة سكنية فاخرة تتراوح مساحتها من 52 إلى 406 متر مربع.
- شهد شهر مايو 2016 الإطلاق الرسمي لمركز مبيعات إيجل هيلز الأردن في العقبة لقرية الراحة، وهو حي سكني خاص يضم أكثر من 400 وحدة سكنية بما في ذلك الشقق والفلل والمنازل. سلمت إيجل هيلز الأردن المرحلة الأولى من المشروع في مارس 2017.
- في نفس العام، وقعت إيجل هيلز الأردن مذكرة تفاهم مع الأميرة غيداء طلال، رئيس مجلس أمناء مؤسسة الحسين للسرطان ومركز الحسين للسرطان، لرعاية مؤسسة الحسين للسرطان. برنامج Dreams Come True.[بحاجة لمصدر]
- كشفت شركة إيجل هيلز عن مشروعها الرابع في الأردن في أكتوبر 2017. يضم المشروع فندق W عمّان وذا سكاي لاين رزيدنسز، الذي يضم 41 وحدة سكنية مخدومة تتراوح مساحتها من 78 إلى 320 مترًا مربعًا وتشمل شققًا بغرفة نوم واحدة أو غرفتين أو ثلاث أو أربع غرف نوم.[بحاجة لمصدر]

### المغرب
في يونيو 2016، بدأت إيجل هيلز البناء في فيرمونت لا مارينا  وفندق ومساكن الرباط سلا، وهو جزء من مشروع لا مارينا المغرب الرئيسي. يغطي المشروع المتعدد الاستخدامات 42000 متر مربع من الأرض حيث يضم 79 وحدة سكنية تحمل علامة فيرمونت، بالإضافة إلى فندق من 200 غرفة. من المقرر الانتهاء من المشروع في عام 2019 وتم إطلاق المبيعات رسميًا في سبتمبر 2016.[بحاجة لمصدر] [بحاجة لتحديث]

### سلطنة عمان
في مايو 2018، أعلنت إيجل هيلز عن دخولها إلى عُمان بإطلاق ماندارين أورينتال مسقط. المشروع سوف يكون من تطوير شركة إيجل هيلز مسقط، وهي شراكة بين إيجل هيلز أبوظبي وشركة Izz International ، وتديرها مجموعة فنادق ماندارين أورينتال.
ماندارين أورينتال مسقط، سيضم 150 غرفة وجناحًا وخمسة مطاعم وبارات ومنتجعًا صحيًا ومسبحًا في الهواء الطلق.[بحاجة لمصدر]

### صربيا
في أبريل 2015، وقعت إيجل هيلز اتفاقية مشروع مشترك مع ممثلين من حكومة جمهورية صربيا لواجهة بلغراد المائية،  مركز مدينة جديد على طول نهر سافا. بدأت أعمال البناء في بلغراد ووترفرونت ريزيدنسز، أول مبنى سكني مع التطوير، في أكتوبر 2015. يحتوي المجمع المكون من برجين على مسبح داخلي ومنطقة صالة يوغا وصالة ونادي صحي حديث ومنطقة لعب للأطفال ومسبح وحدائق على السطح ومنصة.[بحاجة لمصدر]

### البحرين
في عام 2015، دخلت إيجل هيلز في اتفاقية شراكه شركة مع ديار المحرق، مطور المشروع الضخم ديار المحرق لإنشاء مراسي البحرين. حيث يقدم مشروع مراسي البحرين مزيجًا من العقارات السكنية والتجارية.
وفي فبراير عام 2024 وقعت شركة إيجل هيلز اتفاقية تعاون مشترك لتأسيس شركة التطوير العقاري الجديدة "بناء البحرين" برأس مال وقدره أربعة مليارات دولار، وستعمل الشركة الجديدة على دعم المشاريع العقارية المبتكرة والتحويلية عبر تطويع شراكاتها التجارية مع مؤسسات القطاع الخاص وشركة البحرين للاستثمار العقاري "إدامة".

## روابط خارجية
- موقع إيجل هيلز